# Ovalle
Ovalle est une ville du Chili, et la commune chef-lieu de la province de Limarí, l'une des trois de la région de Coquimbo. 

Elle a reçu son nom en l'honneur de José Tomás Ovalle Bezanilla (1778-1831), président provisoire de la République, décédé un mois avant la fondation de la ville. Elle fut fondée le 21 avril 1831.

## Géographie

### Situation
Ovalle est située à 412 km au nord de Santiago du Chili et à 86 km de La Serena, la capitale régionale.
Le territoire de la commune a une superficie de 3 834,5 km2. En plus de la ville proprement dite, se trouvent sur ce territoire environ 120 localités rurales, y compris de petits ports de pêche sur la côte pacifique.
La ville se trouve à une altitude de 215 m.

### Démographie
En 2002, la population totale de la commune d'Ovalle était de 98 089 habitants, ce qui représentait une augmentation de 15,4 % par rapport au recensement réalisé dix ans auparavant (84 982 habitants). La population de la ville seule atteignait 66 905 habitants en 2002.

## Tourisme
Les attractions touristiques les plus notables sont le Monument Historique Valle del Encanto, le parc national Bosque Fray Jorge ainsi que la fête religieuse du Niño Dios à Sotaquí.
À l'intérieur de la ville elle-même, les lieux à visiter sont l'église San Vicente Ferrer, le musée du Limarí, où se trouve la plus grande collection de céramique diaguita, la Feria Modelo, qui est le marché de produits agricoles le plus important du nord du Chili et la plaza de Armas, considéré comme l'une des plus belles du pays. Le marché municipal propose notamment des objets artisanaux typiques en lapis-lazuli et combarbalite.

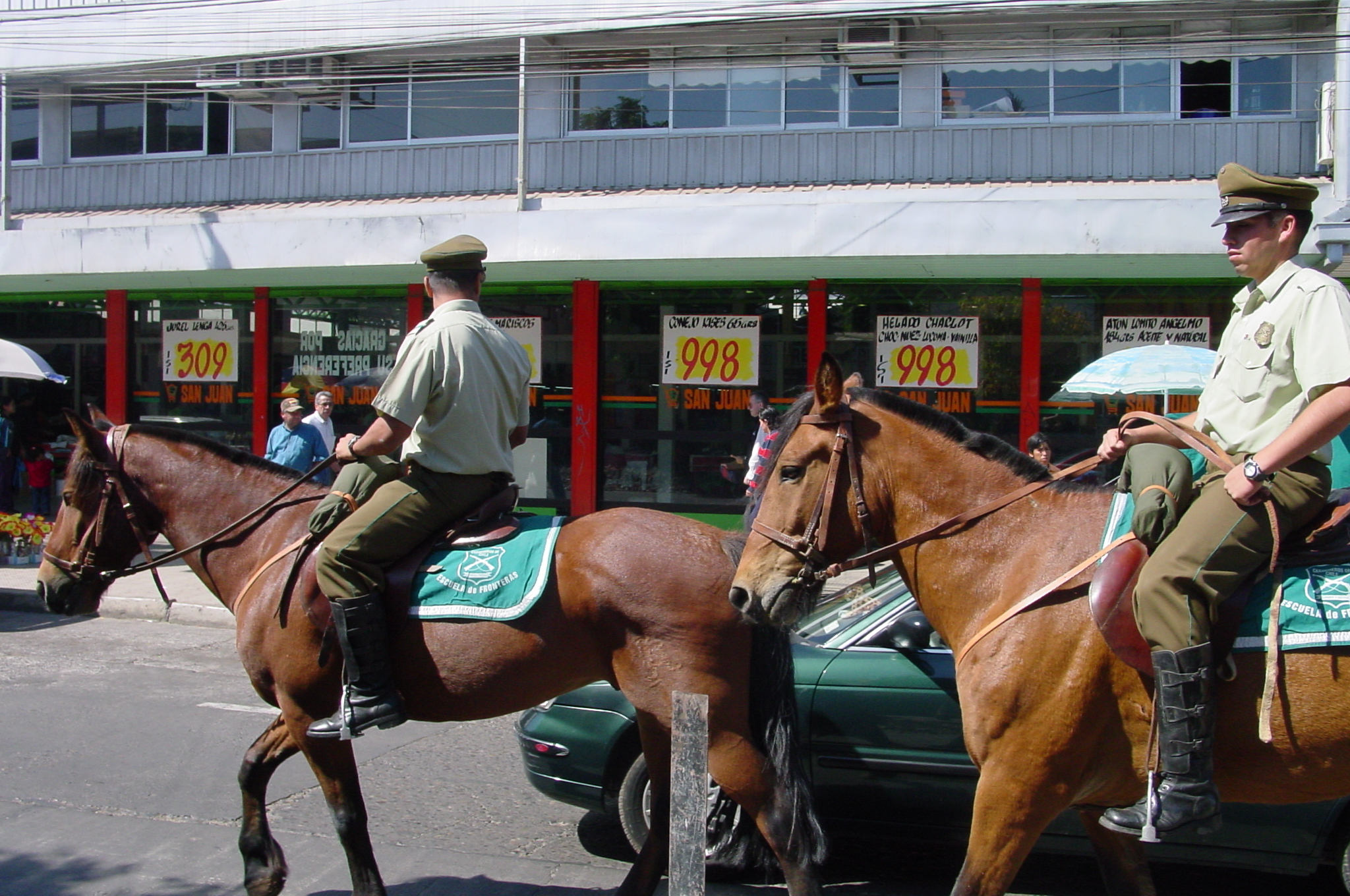
La police à cheval dans la rue.

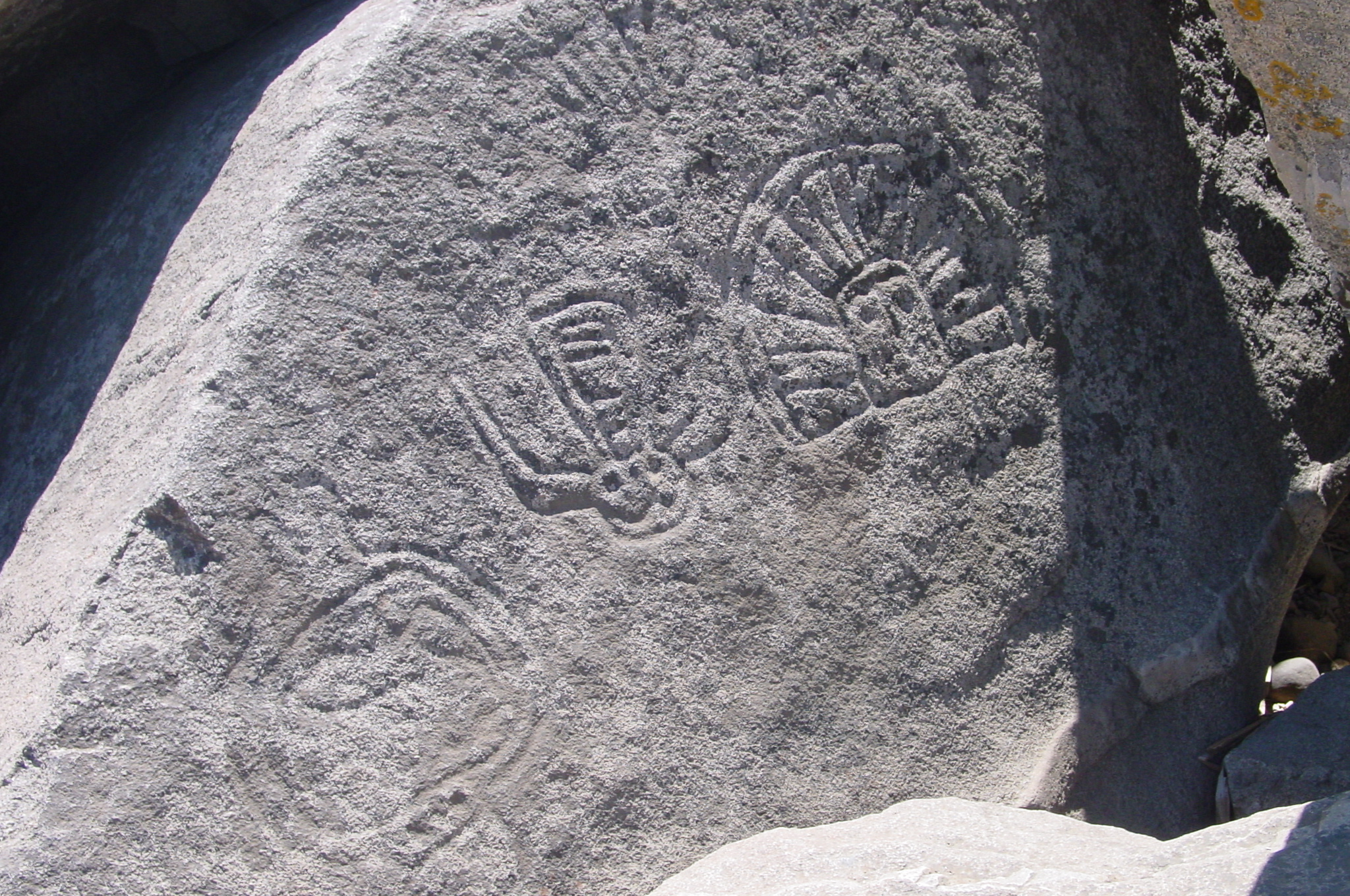
Un pétroglyphe de la Valle del Encanto.

Signalons aussi la décision récente de créer un casino de jeux ; l'on s'attend à ce qu'il devienne une attraction touristique majeure pour la ville et pour la province. On en espère de nombreuses créations d'emplois ainsi que d'importants revenus pour la ville.

## Personnalités liées à la commune

### Naissance à Ovalle
- L'avocat et écrivain Guillermo Atías (1917)
- L'actrice Susana Hidalgo (1986)
- Victor Diaz Lopez (1919), prisonnier disparu, ouvrier, dirigeant syndical et secrétaire général du parti communiste Chilien sous Allende
- L'écrivain Luis Sepulveda.

### Décès à Ovalle
- Sergio Larrain, photographe chilien